# Diopatra rhizoicola
Diopatra rhizoicola är en ringmaskart som beskrevs av Hartmann-Schröder 1960. Diopatra rhizoicola ingår i släktet Diopatra och familjen Onuphidae. Inga underarter finns listade i Catalogue of Life.